# Archboldia papuensis
Archboldia papuensis là một loài chim trong họ Ptilonorhynchidae.